# Дадоян, Сета
Сета Дадоян (арм. Սեդա Տատոյան, Алеппо) — сирийско-ливанский историк-медиевист, востоковед (арменист, арабист), философ

, филолог. Специализируется в области истории Ближнего Востока и армянской философии. Доктор изящной словесности. С 1986 по 2005 год занимала должность профессора истории, культурологии и философии Американского университета Бейрута в Ливане, ныне эмерит. Работала приглашённым профессором в Колумбийском университете в Нью-Йорке, университете Айказян в Бейруте и Чикагском университете. Одна из авторов 2-го и 3-го изданий фундаментальной «Энциклопедии ислама». Лауреат «Ордена Святого Месропа Маштоца».

## Биография
Сета Дадоян родилась в Алеппо (современная Сирия) в армянской семье. Вскоре после её рождения семья переехала в Бейрут в Ливане, где Сета поступила на факультет философии и истории Американского университета Бейрута, который окончила в 1969 году со степенью бакалавра гуманитарных наук по армянской философии. После окончания учебного заведения Сета устроилась на работу в него же, где прошла ступени от преподавателя до профессора истории, культурологии и философии, защитив диссертацию на PhD по армянской философии и закончив работу в 2005 году.

## Оценки и награды
Работы Сеты Дадоян неоднократно получали крайне позитивные оценки со стороны других учёных. Она работала приглашённым профессором в ряде университетов США. Историк Майкл Морони заявлял, что её работы хорошо объясняют людям высокую роль армян в истории Ближнего Востока. Профессор арменистики Джеймс Рассел назвал их «интеллектуальным пиршеством». В 1999 году Дадоян была награждена медалью Давида Анахта, высшей медалью Армянской академии философии, за свой вклад в армянскую философию и историю. В 2015 году Арам I, католикос Великого дома Киликии Армянской апостольской церкви наградил Сету почётным «Орденом Святого Месропа Маштоца» в Антелиасе, Ливан.
Сета стала первой армянкой, получившей почётную степень доктора изящной словесности по армянской философии и филологии.

### Книги
Целые
- Լիբանանահայ Նկարչութիւնը Ինքնութեան Տագնապին Լոյսին Տակ (арм.). — Beirut: Catholicosate Publications, 1984. — 100 с.
- Էջեր Արևմտահայ Մտածումէն – Ե. Տէմիրճիպաշեան, Տ. Չրաքեան-Ինտրա, Շ. Պէրպէրեան, Գ. Գավաֆեան, Դանիէլ Վարուժան (арм.). — Beirut: A.G.B.U., 1987. — 246 с.
- Յովհաննէս Երզնակացիի 'Ի Տաճկաց Իմաստասիրաց'ը և Իմաստատիրական Արձակը Իսլամական Աղբիւրներուն Լոյսին Տակ (арм.). — Beirut: Catholicosate Publications, 1991. — 230 с.
- The Fatimid Armenians — Cultural and Political Interaction in the Near East (англ.). — Leiden; New York; Köln: E.J. Brill, 1997. — 215 p. — (Islamic History and Civilization Series). — ISBN 90-04-10816-5. — ISBN 978-90-04-49264-6.
- The Armenian Catholicosate from Cilicia to Antelias — An Introduction (англ.). — Antelias: Catholicosate Publications, 2003. — 115 p.
- The Armenians in the Medieval Islamic World — Paradigms of Interaction Seventh to Fourteenth Centuries (англ.). — New Brunswick: Transaction Publishers, 2011. — Vol. 1: The Arab Period in Armīnyah — Seventh to Eleventh Centuries. — 290 p. — ISBN 978-1-4128-5189-3.
- The Armenians in the Medieval Islamic World — Paradigms of Interaction Seventh to Fourteenth Centuries (англ.). — New Brunswick: Transaction Publishers[англ.], 2011. — Vol. 2: Armenian Realpolitik in the Islamic World and Diverging Paradigms — The Case of Cilicia — Eleventh to Fourteenth Centuries. — 318 p. — ISBN 978-1-4128-4782-7.
- The Armenians in the Medieval Islamic World — Paradigms of Interaction Seventh to Fourteenth Centuries (англ.). — New Brunswick: Transaction Publishers, 2013. — Vol. 3: Medieval Cosmopolitanism and Images of Islam-Thirteenth to Fourteenth Centuries. — 208 p. — ISBN 978-1-4128-4577-9. Данная серия из 3 томов в 2017 году переиздана в Routledge после приобретения Transaction Publishers Taylor & Francis Group, doi:10.4324/9781315131047.
- Հայ Վիճակը Յետահայեցութեամբ և Նախահայեցութեամբ — Վերլուծում մը (арм.). — Ottawa: Independent Publisher, 2015. — 214 с. — ISBN 978-1-4951-7994-5.
- Islam in Armenian Literary Culture: Texts, Contexts, Dynamics (англ.). — Leuven: Peeters, 2021. — 384 p. — (Corpus Scriptorum Christianorum Orientalium, Subsidia). — ISBN 978-90-429-4503-6. — doi:10.2307/j.ctv1vwbt5g.

Редактор
- The Catholicosate of Cilicia — History, Mission, Treasures (англ.). — Lebanon: Catholicosate Publications, 2015. — 400 p. — ISBN 978-9953-0-3164-4.

Главы
- The Nāṣirī Futuwwa Literature and the Brotherhood Poetry of Yohannēs and Konstandin Erzenkac‘i – Texts and Contexts // Redefining Christian identity : cultural interaction in the Middle East since the rise of Islam (англ.) / ed. by J. J. van Ginkel; H. L. Murre-van den Berg[англ.]; Theo Maarten van Lint. — Leuven ; Dudley, MA: Uitgeverij Peeters en Departement Oosterse Studies, 2005. — P. 237—264. — XIV, 420 p. — (Orientalia Lovaniensia analecta, vol. 134). — ISBN 90-429-1418-1. — ISBN 978-9-042-91418-6.

### Некоторые статьи
- Yānis / Dadoyan, Seta B. // Encyclopaedia of Islam. 2nd ed :  [англ.] : in 12 vol. / ed. by P. J. Bearman, Th. Bianquis, C. E. Bosworth, E. van Donzel, W. P. Heinrichs et al. — Leiden : E.J. Brill, 1960—2005. (платн.)
- Bahrām / Dadoyan, Seta B. // Encyclopaedia of Islam. THREE :  [англ.]. — Leiden : Koninklijke Brill, 2007—. — ISSN 1873-9849. (платн.)
- The Phenomenon of the Fatimid Armenians (англ.) // Medieval Encounters. — Leiden: E.J. Brill, 1996. — 1 January (vol. 2, iss. 3). — P. 193—213. — ISSN 1380-7854. — doi:10.1163/157006796X00153.
- The Constitution of the Brotherhood of Erzinjān (1280) : An Armenization of the Futuwwa Reform Project and Literature of ‘Abbāsid Caliph al-Nāṣir lī-dīn Allāh (англ.) // Revue des Études Arméniennes. — Leuven: Peeters, 2003. — Vol. 29. — P. 117—165. — ISSN 0080-2549. — doi:10.2143/REA.29.0.2002623.
- Grigor of Tatev : Treatise against the Tajiks (англ.) // Islam and Christian–Muslim Relations. — Abingon: Taylor & Francis, 2007. — 18 April (vol. 7, iss. 2). — P. 193—204. — ISSN 2077-1444. — doi:10.1080/09596419608721080.
- A Phenomenology of Armenian Studies (англ.) // Le Muséon[англ.]. — Leuven: Peeters, 2008. — Vol. 121, iss. 1/2. — P. 213—229. — ISSN 0771-6494. — doi:10.2143/MUS.121.1.2120507.